# Grémonville
Grémonville – miejscowość i gmina we Francji, w regionie Normandia, w departamencie Sekwana Nadmorska.
Według danych na rok 1990 gminę zamieszkiwały 452 osoby, a gęstość zaludnienia wynosiła 55 osób/km² (wśród 1421 gmin Górnej Normandii Grémonville plasuje się na 489. miejscu pod względem liczby ludności, natomiast pod względem powierzchni na miejscu 450.).